# Lenskij ulus
Il Lenskij ulus è un ulus (distretto) della Repubblica Autonoma della Jacuzia-Sacha, nella Russia siberiana orientale; il capoluogo è la città di Lensk.
Confina con gli ulus Mirninskij a nord, Suntarskij a nordest, Olëkminskij ad est; a sud confina con il territorio della oblast' di Irkutsk.
Il territorio si estende nella parte sudoccidentale della Repubblica, nella media valle della Lena (quella relativamente più popolata dell'intera Jacuzia), al margine sudoccidentale del bassopiano della Jacuzia centrale.
Il capoluogo è la città di Lensk, una delle più rilevanti della Jacuzia; altri centri di qualche rilievo sono gli insediamenti di tipo urbano di Peleduj e Vitim.